# ويليام ر. رودس
ويليام ر. رودس (بالإنجليزية: William R. Rhodes)‏ هو خبير مالي أمريكي، ولد في 15 أغسطس 1935 في نيويورك في الولايات المتحدة.

## وصلات خارجية
- ويليام ر. رودس على موقع إن إن دي بي (الإنجليزية)